# Turku
Turku (in svedese Åbo ; in latino Aboa) è una città di 197900 abitanti della Finlandia sud-occidentale, situata nella regione del Varsinais-Suomi.

## Geografia
Turku sorge alla foce del fiume Aurajoki e sia per la sua storia che per la sua posizione geografica fa registrare una percentuale superiore al 5% di abitanti di lingua svedese. Riguardo all'anno esatto della fondazione non c'è certezza storica, ma tradizionalmente la si fa risalire al 1229.
È la quinta città finlandese per popolazione, ma se si considera l'area metropolitana, la regione di Turku, con i suoi 330 192 abitanti, rappresenta la seconda maggiore area urbana del paese dopo l'area metropolitana di Helsinki.
La città è bilingue: il finlandese e lo svedese sono infatti gli idiomi ufficiali.

## Storia
I primi insediamenti umani nella zona risalgono alla preistoria. Benché la prima citazione della città risalga al 1154 gli storici fanno risalire la fondazione al 1229 quando a Koroinen, nei pressi dell'attuale centrocittà, venne fondato un insediamento cattolico e la città venne nominata sede vescovile, nella stessa epoca iniziarono i lavori per la costruzione del castello e della chiesa che fu consacrata nel 1300. Per un lungo periodo Turku fu la capitale politica e il primario centro culturale del paese. Nel 1640 fu fondata l'università.
Fino al 1812 Turku fu la capitale della Finlandia, parte del regno di Svezia. Quando questo territorio fu conquistato dalla Russia, i russi spostarono la capitale a Helsinki dove è rimasta fino ad oggi. Nel 1827 la città venne devastata da un grande incendio; la ricostruzione iniziò l'anno successivo ad opera dell'architetto Carl Ludwig Engel.
Lo spostamento dell'università a Helsinki pose fine al periodo di splendore della città. Nel 1918 vi fu fondata l'università in lingua svedese, la Åbo Akademi e due anni dopo fu fondata l'università in lingua finlandese.
Oggi Turku è sede dell'Arcivescovato della Finlandia. La cattedrale, risalente al XIV secolo è uno dei tre edifici in muratura della città risalente a quei tempi ancora esistenti. Il Castello di Turku, fondato nel XIII secolo, costruito su un'isola a guardia della foce del fiume, è stato, nel corso dei secoli, assimilato alla terraferma.

## Istruzione
Turku fu la sede della Reale accademia di Turku (in svedese Åbo Kungliga Akademi - Academia Aboensis) dal 1640 al 1827 quando, in seguito ad incendio disastroso che distrusse la maggior parte dell'università, fu trasferita nella nuova capitale, Helsinki. Oggi la città conta quattro istituti universitari:
- Politecnico di Turku,
- Università di Turku,
- Åbo Akademi (università con insegnamenti in lingua svedese),
- Istituto Superiore di Scienze Economiche e Commerciali di Turku,
- Turku school of economics and business administration.

È da segnalare che il Politecnico di Turku è il maggior politecnico della Finlandia e la Turku school of Economics è il secondo istituto di scienze economiche più prestigioso del paese.

## Monumenti e luoghi d'interesse

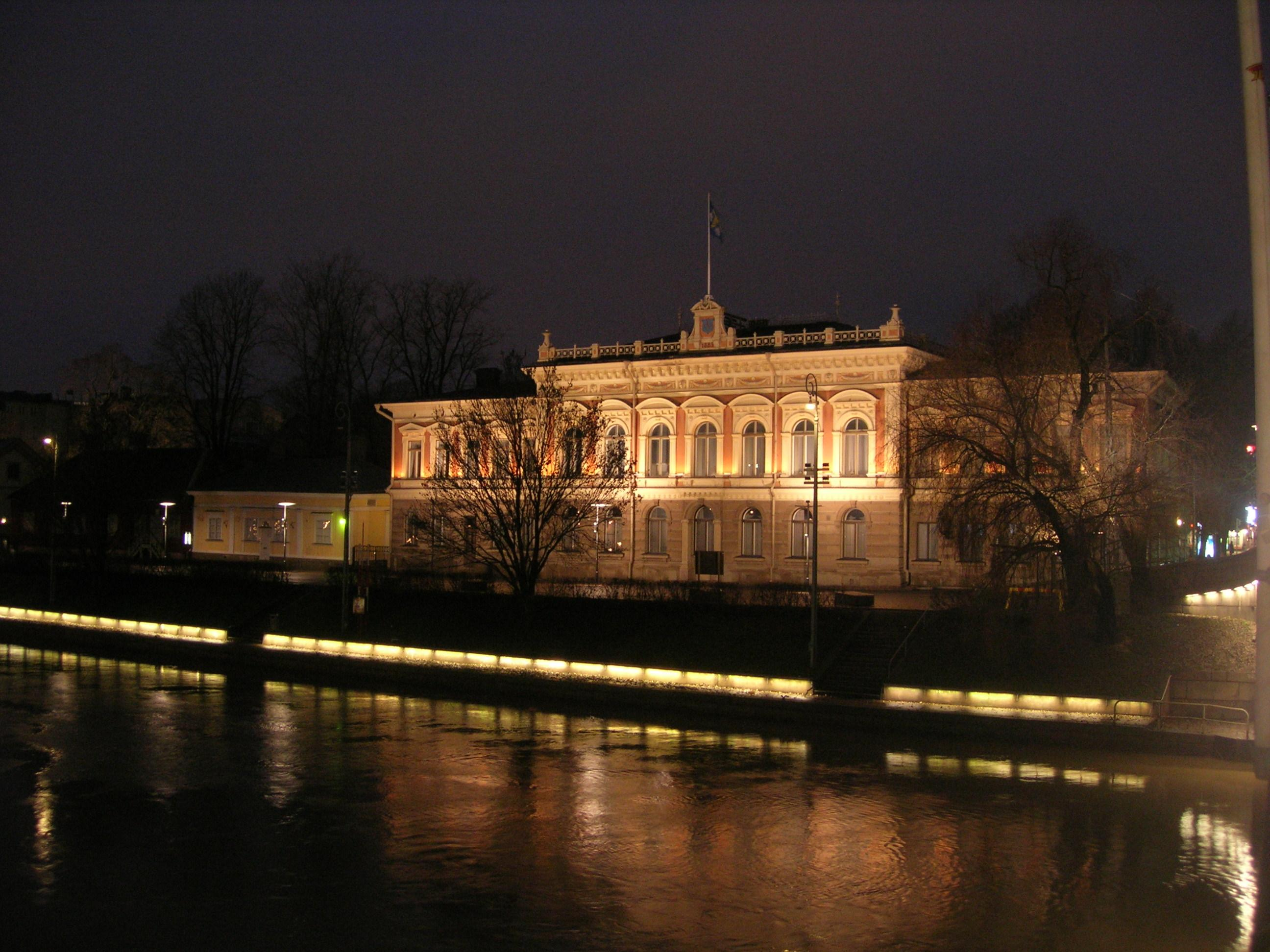
Il palazzo comunale di Turku

Il centro della città si sviluppa lungo le rive del fiume Aurajoki a breve distanza dal porto.
- Il castello: situato nei pressi del terminal dei traghetti è uno degli edifici storici più importanti del paese. Ha subìto ampliamenti successivi. All'interno del castello si trova il museo storico che ripercorre le vicende dell'edificio e della città, posizionandola nel contesto evolutivo degli usi, delle tradizioni e dei costumi del Paese nel corso dei secoli
- La cattedrale di Turku
- La chiesa ortodossa
- Il caratteristico Kauppahalli, mercato coperto molto caratteristico e diffuso in gran parte delle città finlandesi
- Le navi museo
- I musei Aboa Vetus e Ars Nova, entrambi ospitati nello stesso edificio: l'Ars Nova è un museo di arte contemporanea mentre l'Aboa Vetus è il museo archeologico che ricomprende lo scavo di un insediamento risalente al XIV secolo
- La Casa Qwensel, che ospita il Museo della farmacia
- Il museo di Sibelius
- Il museo d'arte di Wäinö Aaltonen
- L'osservatorio
- L'isola di Ruissalo, situata appena fuori dall'area urbana e facente parte dell'arcipelago di Turku, area scarsamente abitata e paesaggisticamente incantevole
- La sinagoga di Turku, costruita nel 1912 in stile Art Nouveau, una delle due sinagoghe monumentali della Finlandia

## Società

### Evoluzione demografica
Turku, con i suoi 197 900 abitanti, è la sesta città più popolosa della Finlandia."Abitanti censiti"

### Lingue e dialetti
Le lingue ufficiali di Turku sono il finlandese e lo svedese, e l'8,7% degli abitanti parlano altre lingue, soprattutto i nuovi immigrati russi ed estoni.
| %     | Ripartizione linguistica (gruppi principali) |
| ----- | -------------------------------------------- |
| 5,4%  | madrelingua svedese                          |
| 86,0% | madrelingua finlandese                       |

## Economia
A Turku ha sede la Hesburger, la più grande catena di fast food della Finlandia.

## Sport
La città è sede delle squadre calcistiche Inter Turku e Turun Palloseura : entrambe giocano le proprie partite casalinghe al Veritas Stadion.
Lo sport più popolare è tuttavia, come in tutta la Finlandia, l'hockey su ghiaccio. La squadra locale è il TPS Turku, militante attualmente nella massima divisione nazionale.

## Cultura
- La città ospita la "Scuola di Turku", un movimento d'opinione importante nei giochi di ruolo, in particolar modo per quelli dal vivo[4]
- Turku è stata nominata Capitale europea della cultura del 2011, assieme alla capitale estone Tallinn
- Nella città è ambientato il romanzo "Il libro maledetto" dello scrittore finlandese Kay Erik

## Amministrazione

### Gemellaggi
- Aarhus[senza fonte]
- Bergen[senza fonte]
- Bratislava[5]
- Colonia[senza fonte]
- Constanţa[6]
- Firenze, dal 1992[senza fonte]
- Danzica[senza fonte]
- Göteborg[7]
- Rostock[senza fonte]
- San Pietroburgo[senza fonte]
- Seghedino[senza fonte]
- Tartu[senza fonte]
- Tianjin[senza fonte]
- Varna[senza fonte]